# 鮑登 (喬治亞州)
鮑登（英語：Bowdon）是一個位於美國喬治亞州卡洛爾縣的城市。

## 地理
鮑登的座標為33°32′22″N 85°15′21″W / 33.53944°N 85.25583°W，而該地的平均海拔高度為329米（即1079英尺）。

## 人口
根據2010年美國人口普查的數據，鮑登的面積為8.80平方千米，當中陸地面積為8.80平方千米，而水域面積為0.00平方千米。當地共有人口2040人，而人口密度為每平方千米231人。